# Corinne Diacre
Corinne Catherine Diacre, född 4 augusti 1974 i Croix, Frankrike, är en fransk före detta fotbollsspelare och nuvarande fotbollstränare. Hon ingick i Frankrikes trupp i VM i USA år 2003.
Diacre fick den 9 mars 2023 sparken som damlandslagets förbundskapten efter flera missnöjesproblem bland spelarna i flera månader.